# Offenburger FV
Offenburger FV is een Duitse voetbalclub uit Offenburg, Baden-Württemberg.

## Geschiedenis
De club werd in 1907 opgericht als Fußball-Club 1907 Offenburg. Op 8 februari 1913 fuseerde de club met Fußball-Verein 1910 Offenburg en nam zo de naam Offenburger FV 1907 aan. 
In 1938 promoveerde de club naar de Gauliga Baden en speelde daar twee seizoenen. Na de Tweede Wereldoorlog speelde de club lange tijd in de Amateurliga Südbaden. De club won deze competitie 9 keer, maar promoveerde nooit naar de tweede klasse. In 1978 werd de Oberliga Baden-Württemberg ingevoerd als nieuwe derde klasse. De club speelde hier tot 1991. In 1984 vierde de club het grootste succes uit de geschiedenis toen ze amateurkampioen werden na een 4:1 overwinning op SC Eintracht Hamm. Na degradatie uit de Oberliga speelde de club drie jaar in de Verbandsliga. Door de invoering van de Regionalliga in 1994 betekende dit dat de club in één keer van de vierde naar de zesde klasse zakte. Het duurde tot 2001 vooraleer de club naar de Verbandsliga kon promoveren en in 2008 werd de club daar kampioen en promoveerde weer naar de Oberliga, die nu door de invoering van de 3. Liga nog maar de vijfde klasse was. De club degradeerde meteen en kon in 2011 terugkeren tot 2013. In 2016 promoveerde de club naar de Oberliga Baden-Württemberg, maar degradeerde al weer na één seizoen. 

## Erelijst
Duits amateurkampioen
1984